# Singer of Sad Songs
Singer of Sad Songs è il diciassettesimo album di Waylon Jennings. Fu pubblicato dalla RCA Victor Records nel novembre del 1970 sotto la produzione di Danny Davis e Lee Hazlewood le registrazioni furono effettuate nel dicembre (17-19) del 1969 al RCA Music Center di Hollywood in California ad eccezione del brano Singer of Sad Songs, inciso alla RCA Victor Studio di Nashville (Tennessee) il 29 ottobre del 1969.

## Tracce
Lato A
1. Singer of Sad Songs – 2:58 (Alex Zanetis)
2. Sick and Tired – 1:55 (Dave Bartholomew, Chris Kenner)
3. Time Between Bottles of Wine – 2:18 (Jimmie Morris)
4. Must You Throw Dirt in My Face – 2:17 (Bill Anderson)
5. No Regrets – 3:11 (Tom Rush)
6. Ragged but Right – 2:12 (George Jones)

Lato B
1. Honkey Tonk Woman – 2:58 (Mick Jagger, Keith Richards)
2. She Comes Running – 2:11 (Lee Hazlewood)
3. If I Were a Carpenter – 2:24 (Tim Hardin)
4. Donna on My Mind – 2:12 (Billy Barton)
5. Rock, Salt and Nails – 2:08 (Bruce Phillips)

## Musicisti
Nel brano Singer of Sad Songs:
- Waylon Jennings - voce, chitarra
- Fred Carter - chitarra elettrica
- Dale Sellers - chitarra elettrica
- Chip Young - chitarra ritmica
- Hargus Pig Robbins - pianoforte
- Charlie McCoy - armonica, organo, marimba
- Roy Huskey - basso
- Kenneth Buttrey - batteria
- James Cason - accompagnamento vocale
- Sandra Robinson - accompagnamento vocale
- Bergen White - accompagnamento vocale

Nei rimanenti brani (#2-11):
- Waylon Jennings - voce, chitarra
- Donald Owens - chitarra
- Allen Kemps - chitarra
- Sonny Curtis - chitarra, violino
- Carl Walden - Armonica a bocca|armonica
- Don Randi - pianoforte, clavicembalo
- Randall Meisner - basso
- Patric Shanahan - batteria
- Dorothy DeLeonibus - accompagnamento vocale
- Hoyt Hawkins - accompagnamento vocale
- Neal Matthews - accompagnamento vocale
- Gordon Stocker - accompagnamento vocale
- Raymond Walker - accompagnamento vocale